# جريمة في ملعب الغولف
جريمة في ملعب الغولف أو قتل على الصلات أو جثة في قبر مفتوح (بالإنجليزية: The Murder on the Links)‏، هي رواية تحقيق من تأليف اغاثا كريستي، نشرت لأول مرة في المملكة المتحدة في مايو/آيار عام 1923 من قبل «رئيس بدلي»، وفي الولايات المتحدة في نفس العام من قبل «شركة دود وميد». ظهرت في الرواية شخصيتا هيركيول بوارو وآرثر هستنغز.

## ملخص الرواية
بينما يتناول هيستنغز فطوره في الشقة التي يتقاسمها مع بوارو في لندن، يستقبل بوارو رسالة غريبة:«حبا بالله، تعال !» كتبت من طرف السيد بول رينولد، يتجه بوارو رفقة هيستنغز مباشرة إلى منزل السيد رينولد، فيلا جنفييف في ميرنلنفيل سور مار في الشاطئ الشمالي لفرنسا، بالقرب من الفيلا يشاهدان فتاة جميلة عيونها تعبر عن قلقها، وعند بوابة الفيلا تخبرهم الشرطة أن رينولد قُتل صباح ذلك اليوم.
يتضح أن الزوجان رينولد تمت مهاجمتها في غرفتهما على الساعة الثانية صباحا من طرف رجلين، السيدة رينولد تم تقييدها بينما اُخذ زوجها خارج الغرفة، ويسود الاعتقاد أن الرجلين قد دخلا من الباب الأمامي للفيلا الذي كان مفتوحا. يتم إيجاد جثة رينولد، وقد تم طعنه في ظهره، ثم وضعه في حفرة تم حفرها حديثا في ملعب غولف طور الإنجاز. رينولد قبل وفاته قام بإرسال إبنه في مهمة إلى أمريكا الجنوبية، بينما سكرتيره غابرييل ستونر يمكث في انجلترا، وتوجد 3 خادمات بالمنزل.
تقول إحدى الخادمات أن السيدة دوبرول قامت بزيارة السيد رينولد بعد أن ذهبت السيدة رينولد إلى النوم. السيدة دوبرول والدة مارثا، الفتاة التي كانت عيناها تعبران عن القلق لما رآها بوارو عند وصوله إلى الفيلا، تقول خادمة أخرى أن المرأة التي جاءت لرؤية السيدة رينولد لم تكن السيدة دوبرول، بل كانت امرأة مجهولة وقد قام رينولد بطردها من المنزل، وعقب البحث في مسرح الجريمة يتم إيجاد قضيب من الرصاص ورسالة حب موقعة باسم «بيلا»، وجزء من شيك موقع باسم «دوفين»، وسلاح الجريمة وهو عبارة عن خنجر مخصص لفتح الرسائل. يتنبه بوارو إلى أنه يمكن دخول الطابق العلوي من المنزل عن طريق النافذة بواسطة تسلق شجرة، كما يتم إيجاد آثار أقدام في حوض الأزهار بالقرب من تلك الشجرة، ويعتبر بوارو أن هذا هو أهم دليل من بين الدلائل التي تم إيجادها.
يواصل بوارو تحقيقاته باسم السيد رينولد، بينما تواصل الشرطة الفرنسية هي الأخرى تحقيقاتها ويبدي محققوها استخفافا بقدرات بوارو. يتضح ان رينولد قام بتغيير وصيته قبل أسبوعين من وفاته، تاركا أغلب ثروته لزوجته، ولا شيء تقريبا لإبنه، وكما يتضح أن السيدة دوبرول قد حصلت على مبلغ قدره مائتا ألف فرنك في حسابها البنكي خلال الأسابيع الفارطة، وتفند الإشاعات التي تقول أنها كانت على علاقة مع السيد ريندول، بينما تطلب مارثا من بوارو أن يخبرها باسم أي شخص يشك في ارتكابه بالجريمة، وبوارو هو الآخر وعند إمعانه النظر في وجه والدة مارثا يكتشف أنه سبق ورأى هذا الوجه في صورة في مقال بإحدى الصحف متعلق بقضية قديمة، أما هيستنغز فيتفاجئ لإيجاد امرأة شابة اسمها «سندريلا» في ملعب الغولف حيث كان قد التقى بها سابقا على متن القطار، تطلب منه هذه الأخير أن يريها مسرح الجريمة، ثم تختفي بطريقة غامضة بعد أن تقوم بأخذ سلاح الجريمة معها.
يعود ستونر من انجلترا، ويقول أن يرجح أن الوفاة كانت بسبب الابتزاز أكثر منه بسبب علاقة غرامية، لأن السيد رينولد لديه ماض مشبوه في أمريكا الجنوبية. يعود جاك رينولد هو الأخير إلى البيت ويعترف أنه تشاجر مع والده بسبب الفتاة التي أراد الزواج منها، لكن ينفي علمه بتغيير والده لوصيته.
ينقل بوارو تحقيقاته إلى باريس، وبينما هو هناك، يتم إيجاد جثة ثانية مطعونة بخنجر في القلب، لا أحد يتعرف على الجثة، والغريب فيها أنها تعود لرجل يرتدي ثيابا أنيقة، لكن هيأته تدل على أنه متسول، وبعد فحص جثته يتضح أنه قتل قبل السيد رينولد وأنه مات جراء نوبة صرع وطعن بعد وفاته.
جريمة قتل رينولد تشبه جريمة أخرى وقعت قبل 22 عاما، أين تمت محاكمة سيدة شابة تدعي بيرولدي بتهمة قتل زوجها، وادعت أن رجلين ملثمين اقتحما المنزل في الليل وقاما بقتله. عشيق السيدة بيرولدي جورج كونو يكتب رسالة إلى الشرطة يعترف فيها بارتكاب الجريمة وأن قصة الرجلين الملثمين لا أساس لها من الصحة، فهو من قام بطعن الزوج، وأن سبب اعترافه بالجريمة هو إقدام السيدة بيرولدي على الزواج من رجل آخر، لكن سلوك السيدة بيرولدي أمام هيئة المحلفين كان سببا في تبرئتها، وغادرت هي وإبنتها الصغيرة باريس، وأن هذه السيدة برولدي ما هي إلا السيدة دوبرول.
محقق الشرطة الفرنسية جيرو يستنتج أن جاك رينولد هو من قام بقتل والده، ويقوم بإيقافه بهذه التهمة، لكن بوارو يجد أن نظرية المحقق الفرنسي جيرو قد أهمل فيها نقطتان مهمتان: الأولى أن جاك لن يستفيد من وفاة والده، والثانية هي وجود قضيب الرصاص بالقرب من الجثة الأمر الذي لم يفسر بعد.
يكتشف بوارو أن بول رينولد هو في الحقيقة جورج كونو، وقد هرب من فرنسا إلى كندا، أين تزوج وأنجب ولدا، ثم قام بجمع ثروته في أمريكا الجنوبية، وعند عودة العائلة للاستقرار في فرنسا، فوجئ السيد رينولد ولسوء حظه أن جارته هي السيدة بيرولدي السابقة، والتي تقوم بتهديده بكشف كل أسرار الماضي، والأسوأ أن إبنه يقع في حب إبنتها مارثا. يخطط رينولد للتخلص من تهديدات السيدة دوبرول، موهما الجميع بأنه قد مات، أولا يقوم بإرسال إبنه بعيدا حتى لا يتعرف على الجثة بأنها ليست لوالده، ثم يقوم بتلفيق قصة الاختطاف، ويقوم بقتل ذلك المتشرد بواسطة قضيب الرصاص ويلبس عليه ملابسه لكي يتم التعرف عليه على أساس أنه السيد رينولد وبعد ذلك يقوم بحفر قبر في ملعب الغولف، ليهم بالفرار بعدها بالقطار، لكن خطته تبوء بالفشل عندما يتم طعنه من قبل شخص مجهول فور انتهائه من حفر القبر، وكانت صدمة زوجته كبيرة عندما اكتشفت أن الجثة فعلا تعود لزوجها بينما كان من المفترض حسب الخطة التي وضعتها رفقته أن تكون تلك الجثة لرجل متشرد، وأن يكون زوجها قد نجح في الهروب.
يتم اطلاق سراح جاك، عندما تعترف بيلا دوفين (خطيبة جاك في السر) بأنها قامت بارتكاب الجريمة. بوارو يكتشف أنه يوجد شخص واحد يمتلك دافعا لقتل السيد رينولد ألا وهو مارثا دوبرول، فهي من قامت بطعنه في ملعب الغولف بعد أن سمعته وهو يناقش خطته للتخلص من تهديدات والدتها، لكن بوارو يفضل عدم البوح بالحقيقة علنا ويضع خطة لإثبات الجرم على مارثا، فيطلب من السيدة رينولد أن تدعي أنها لن تورث شيئا لإبنها جاك، ثم يقوم جاك بتركها في المنزل وحدها، حينها يتم القبض على مارثا متلبسة وهي تحاول قتل السيدة رينولد، التي يتم إنقاذها من قبل ساندريلا. تختفي والدة مارثا من جديد، بينما يخطط جاك ووالدته للعودة إلى أمريكا الجنوبية، ويرافقهما هيستنغز وساندريلا التي يتضح ان اسمها الحقيقي هو دولسي دوفين، الأخت التوأم لبيلا دوفين، وأنها سرقت سلاح الجريمة سابقا خوفا من أن تكون أختها هي من ارتكبت الجريمة، وقد اعترفت بيلا سابقا بارتكابها حتى تنقذ حبيبها جاك من حبل المشنقة.

## الشخصيات
- هيركيول بوارو، المحقق البلجيكي الذي يعيش في لندن.
- الكابتن هستنغز، زميل بوارو في السكن، ويشاركه في تحقيقاته في فيلا جنفييف.
- بول رينولد، سابقا كان اسمه جورج كونو، رجل ثري ذو ماض مشبوه.
- ايلواز رينولد، زوجته.
- جاك رينولد، إبنهما.
- فرنسواز اريشي، خادمة مسنة في منزل عائلة رينولد.
- ليوني اولارد، خادمة شابة في منزل عائلة رينولد.
- دينيز اولارد، أخت ليوني وهي الأخرى خادمة في المنزل.
- اوغست، بستاني في منزل عائلة رينولد.
- غابرييل ستونور، سكرتير السيد رينولد.
- السيدة دوبرول، جارة بول رينولد، سابقا كان اسمها السيدة جان بيرولدي.
- مارثا دوبرول، إبنتها.
- لوسيان باكس، كوميسار الشرطة الفرنسية.
- السيد اوتي، قاضي التحقيق.
- الدكتور دوروند، الطبيب المحلي في ميرنفيل.
- السيد جيرود، مسئول أمني من باريس.
- السيد مارشو، مفتش شرطة المدينة.
- بيلا دوفين، خطيبة جاك رينولد في السر، وممثلة مسرح.
- دولسي دوفين، الأخت التوأم لبيلا، هي الأخرى ممثلة مسرحية، تقدم نفسها لهيستنغز على أن اسمها هو سندريلا.

## الإهداء
جاء إهداء الكتاب على النحو الآتي:
«إلى زوجي، متابع متحمس للقصص البوليسية والذي أنا مدينة له لنصائحه المفيدة جدا وانتقاداته.»
وكريستي هنا تتحدث عن زوجها الأول، ارتشيبولد كريستي، وقد تطلقا عام 1928.

## الاقتباس
اقتبست إحدى حلقات مسلسل "اغاثا كريستي بوارو" من الرواية عام 1996 من إنتاج قناة ITV البريطانية ومن بطولة ديفيد سوشي بدور هيركيول بوارو.
كما تم تحويل الرواية إلى رواية مصورة عام 2007.

## العناوين العالمية
ترجمت الرواية إلى العربية تحت عنوان «جريمة في ملعب الغولف» كغيرها من العديد من الترجمات مثل الفرنسية والفنلندية والإسبانية...
عناوين عربية أخرى: قام الاديب الراحل عمر عبد العزيز أمين بترجمة الرواية تحت عنوان «الجثة الثانية» ونشرت من دار ميوزيك للطبع والنشر. وتحمل الرواية الرقم (14) ضمن السلسلة. ترجمة بعنوان «المتهمة البريئة»، محمد عبد المنعم جلال، المركز العربي للنشر والتوزيع.
عناوين الترجمات العالمية: «درسنا هو القتل» في الترجمة التركية،«من كان المذنب؟» في الترجمة السويدية، «القبر المفتوح» في الترجمة النرويجية، «بوارو النجدة!» في الترجمة الإيطالية.

## الروابط الخارجية
- معلومات حول الرواية في الموقع الرسمي لأغاثا كريستي (باللغة الإنجليزية).
- معلومات حول حلقة مسلسل «أغاثا كريستي بوارو» المقتبسة من الرواية (باللغة الإنجليزية).
- معلومات حول الرواية في الموقع الرسمي لدار الأجيال (باللغة العربية).